# Fallen Art
Fallen Art (in polacco: Sztuka spadania, tradotto: L'arte di cadere) è un cortometraggio d'animazione di fantascienza del 2004 scritto e diretto da Tomasz Bagiński.
Contiene la canzone rumena del gruppo Fanfare Ciocărlia Asfalt Tango. Il film è stato prodotto e creato da Platige Image, una società di VFX. Fallen Art ha ricevuto il premio della giuria al SIGGRAPH 2005 e nel 2006 ha ricevuto il premio al British Academy of Film and Television Arts.

## Trama
Fallen Art presenta la storia del generale Al, un artista autoproclamato. La sua arte, tuttavia, consiste in un metodo squilibrato di fotografia in stop motion, in cui i singoli fotogrammi del film sono creati da fotografie realizzate dal Dr. Johann Friedrich, raffiguranti i corpi di soldati morti, spinti dal sergente Al da un gigantesco trampolino su una lastra di cemento.

## Produzione
Si stima che il film sia stato realizzato con un budget di 100.000 dollari.

## Distribuzione
Il corto ha avuto la sua prima in Polonia il 23 settembre 2004.

## Riconoscimenti
- 2006 - British Academy of Film and Television Arts[3][4][5]
  - Miglior cortometraggio d'animazione a Tomasz Bagiński, Jarek Sawko e Piotr Sikora

- 2005 - SIGGRAPH
  - Premio della giuria - "Onori della giuria"
- 2005 - Animago Award
  - Platz 2
- 2005 - Arizona Film Festival
  - Miglior film d'animazione
- 2005 - Dresden Film Festival
  - Youth Oscar Animation
- 2005 - Beverly Hills Film Festival
  - Miglior film d'animazione
- 2005 - Festival del cortometraggio delle Îles de la Madeleine
  - Miglior film d'animazione
- 2005 - Computer Space Festival 
  - Primo premio
- 2005 - Etrange Festival 
  - Premio del Pubblico
- 2005 - China International Cartoon and Digital Art Screening Festival 
  - Menzione speciale
- 2005 - ArtFutura 2005
  - 3º posto
- 2005 - Bitfilm Festival 
  - Miglior film in 3D
- 2005 - Golden Horse Awards - Digital Shorts Competition
  - Gran Premio
- 2005 - Festival internazionale del cortometraggio di Teheran 
  - Gran Premio